# Alireza Faghani
Alireza Faghani (em persa: عليرضا فغانى; Kashmar, 21 de março de 1978) é um árbitro de futebol iraniano, naturalizado australiano. Desde 2019 arbitra na A-League após migrar com sua família para a Austrália, passando a representar o país internacionalmente desde janeiro de 2023.

## Jogos Olímpicos Rio 2016
Arbitrou o jogo final do torneio de futebol nos Jogos Olímpicos de 2016 entre Brasil e Alemanha.

## Copa do Mundo de 2018 e 2022
Também arbitrou a partida entre Brasil e Sérvia, na Copa do Mundo FIFA de 2018, realizada na Rússia. A partida foi vencida pelo Brasil, por 2–0. Quatro anos depois, foi novamente árbitro de um jogo entre Brasil e Sérvia (desta vez válido pela Copa do Mundo de 2022), que coincidentemente finalizou com o mesmo resultado de 2018: placar de 2–0 favorável ao Brasil.